# Zschonergrund

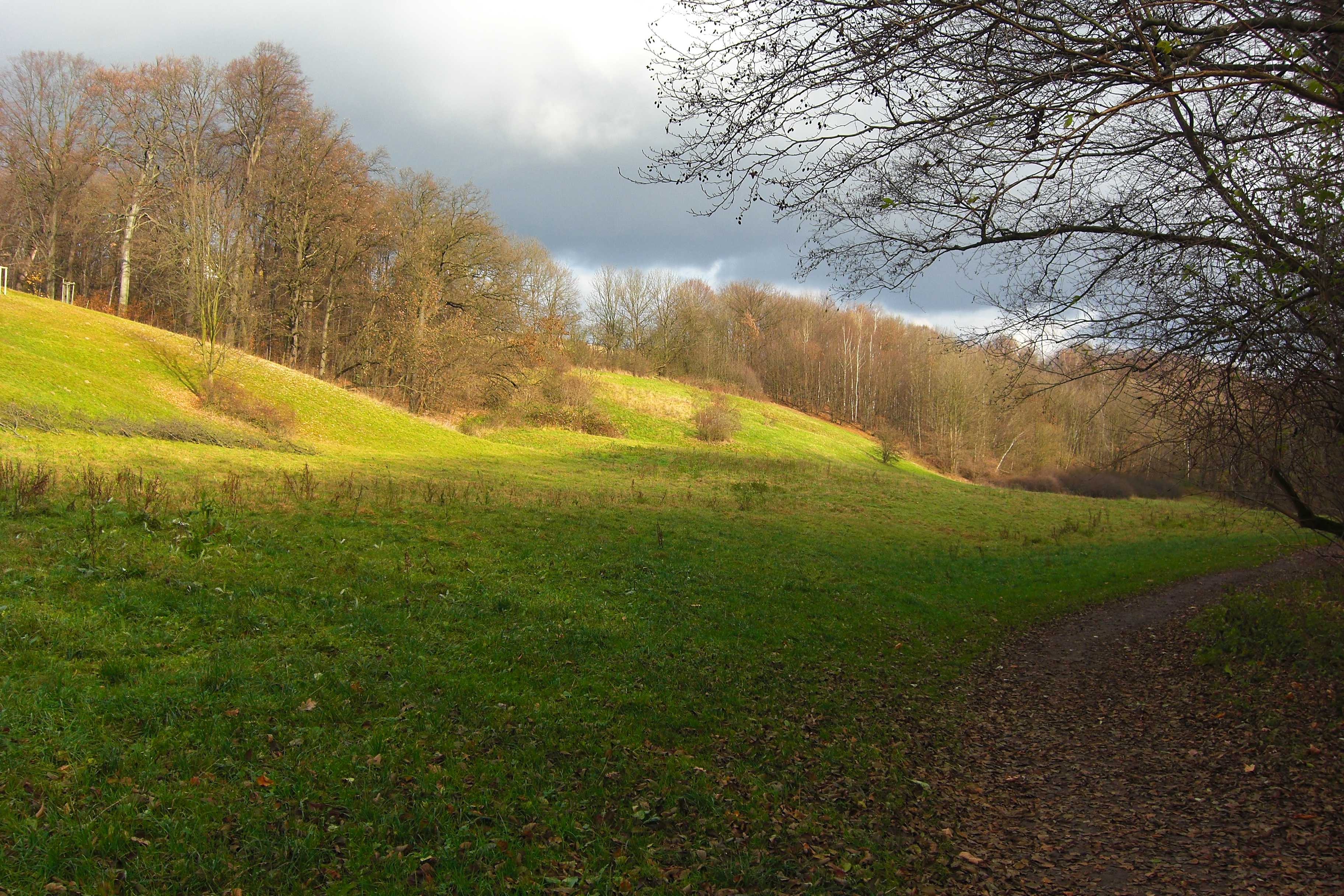
Zschonergrund

Der Zschonergrund, auch Zschoner Grund oder kurz Zschone, ist ein Landschaftsschutzgebiet (d35) im Westen von Dresden, das vom Zschonerbach durchflossen wird. Das Tal beginnt im Dresdner Ortsteil Zöllmen, durchquert Ockerwitz und Briesnitz und endet in Kemnitz, wo der Bach in der Nähe der Autobahnbrücke der A 4 in die Elbe mündet. Das Tal ist mit seiner Wiesen- und Waldlandschaft ein beliebtes Erholungsgebiet.

## Geschichte

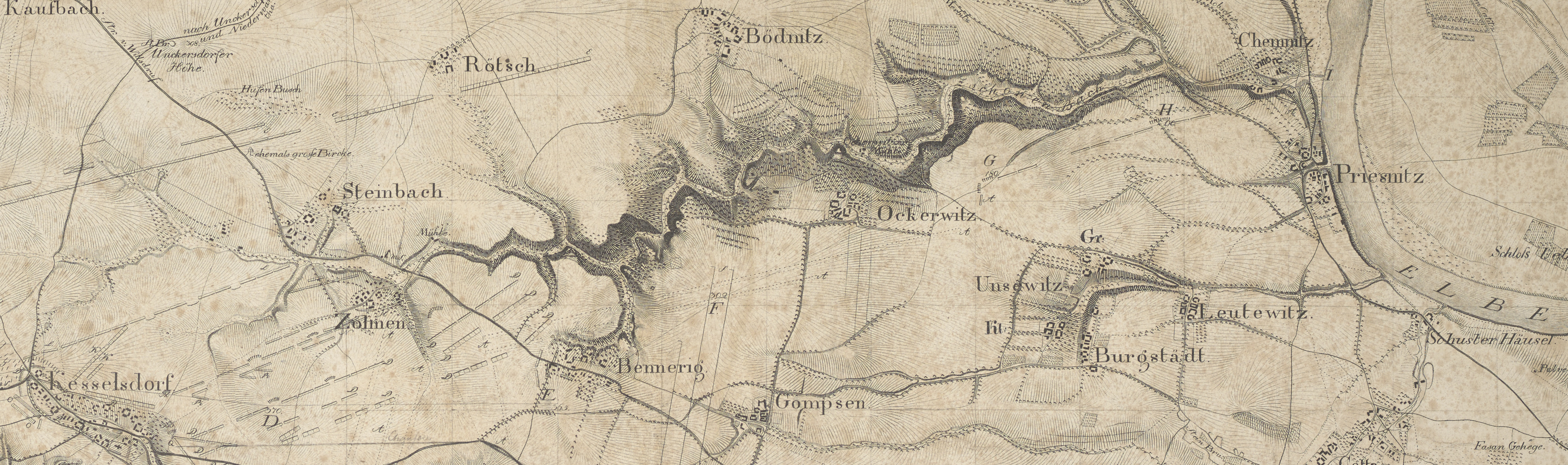
Karte des Zschonergrund (1745)

Der Zschonergrund wurde bereits im Mittelalter wirtschaftlich genutzt. So gewannen die Bauern der angrenzenden Höfe auf den Wiesen Heu. An den Hängen wuchs Wein, später wurde dieser durch Obstbäume ersetzt. Der Zschonergrund war auch ein Jagdrevier des Kronprinzen.
Am 15. Dezember 1745 war der Zschonergrund Schauplatz der Schlacht von Kesselsdorf, wobei die Preußen unter Fürst Leopold von Dessau die vereinigten Kursachsen und Österreicher unter Graf Rutowski entscheidend besiegten und in deren Gefolge der Zweite Schlesische Krieg endete.

## Mühlen am Zschonerbach
Am Lauf des Zschonerbaches befinden sich drei ehemalige Wassermühlen. Bereits 1324 wurde eine Mühle am Zschonerbach erwähnt, ihre heutige Lage ist jedoch unbekannt.

### Weltemühle

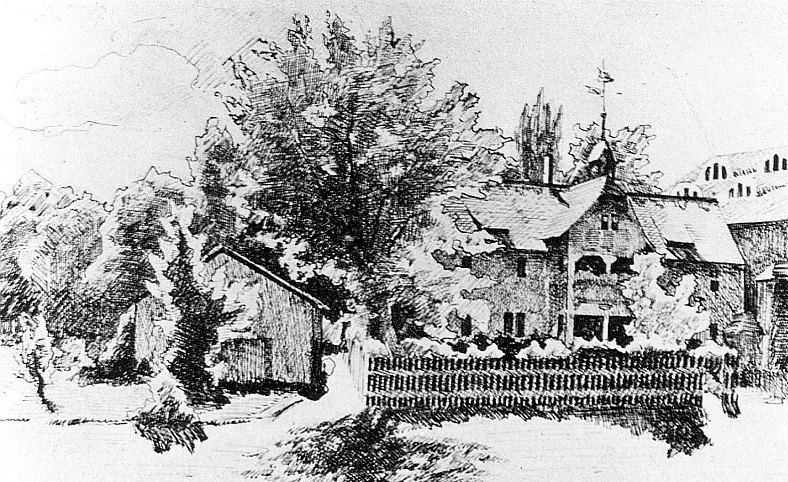
Weltemühle (1927)

Die Weltemühle in Kemnitz wurde 1566 als Mahlmühle errichtet. Sie bestand jedoch nur kurze Zeit, da die kurfürstlichen Forstmeister der umliegenden Wälder ihren Wildbestand durch die Mühle bedroht sahen. Auch Kurfürst August sah durch das Ausroden des Waldes den Wildbestand in den kurfürstlichen Jagdgründen in Gefahr und befahl noch im gleichen Jahr, die neuerbaute Mühle abzureißen. 1608 erhielt der Kemnitzer Dorfrichter Nikolaus Fehrmann von Kurfürst Christian II. die Erlaubnis zum Bau einer „Mühle an der Zschornbach bei Kemnitz“. Später gelangte die Mühle in den Besitz der namensgebenden Bauernfamilie Welte. Im 18. Jahrhundert versuchte Kurfürst August der Starke vergeblich, den Besitzern das Mühlenrecht zu entziehen, um die umliegenden Wälder wieder stärker als Jagdgebiet nutzen zu können. Die Weltes nutzten die Mühle seit etwa 1870 als Schankstätte, welche sie 1899 an den Briesnitzer Gastwirt Birnbaum veräußerten. Unter den neuen Besitzern entwickelte sich das Anwesen zu einem beliebten Dresdner Ausflugslokal. Bauliche Erweiterungen führten zur Einrichtungen eines Ballsaales und eines großen Gästegartens. Im Zweiten Weltkrieg befand sich hier eine Luftschutzschule. Danach wurde die Mühle bis 1954 wieder als Lokal genutzt. Später zog eine Kunstlederfabrik in die Gebäude. Mit Aufgabe der gewerblichen Nutzung setzte der schrittweise bauliche Verfall ein. Nach 1990 wurden Teile der Gebäudesubstanz abgerissen. Bis 1997 erfolgte die Rekonstruktion der erhaltenen Restgebäude sowie deren Umbau zum Hotel und Restaurant. Seit 2012 wurde das Objekt kurze Zeit von der Hotel-Gruppe Grand City Hotels als „Hotel Villa Weltemühle Dresden“ geführt. Im Sommer 2024 soll die Weltemühle neu eröffnen.

### Zschonermühle

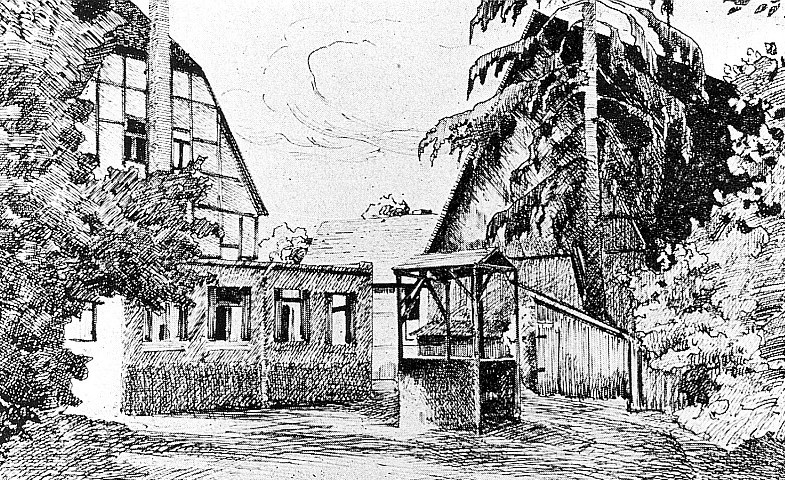
Zschonermühle (1927)

Die Ursprünge der Zschonermühle reichen wahrscheinlich bis ins 15. Jahrhundert zurück. 1570 gibt der Müller Gregor Götze gegenüber Kurfürst August an, dass sich die Mühle seit über 150 Jahren im Besitz der Familie seiner verstorbenen Frau befunden hat. Die heutige Gebäudesubstanz entstand (wahrscheinlich nach einem Brand) 1730 neu, davon zeugt die Bezeichnung am Giebel des Haupthauses. 1812 ging die Mühle in den Besitz der Familie Kunze über. Eine Inschriftenplatte über dem Haupthaus nennt Daniel Gottfried Kunze als neuen Besitzer. Auch die Zschonermühle entwickelte sich Ende des 19. Jahrhunderts zu einem beliebten Ausflugslokal. Zu den damaligen Mühlenbesuchern zählte auch August Bebel, der im Schankgarten vor Dresdner Arbeitern sprach. Der Mahlbetrieb wurde 1917 endgültig eingestellt, jedoch blieb die Mahltechnik erhalten. Nach dem Ende des Zweiten Weltkrieges wurde auch die Gastwirtschaft geschlossen. Der letzte Mühlenbesitzer der Familie Kunze hinterließ nach seinem Tod 1984 ein verfallenes Mühlenanwesen. Allerdings fanden noch in den 1980er Jahren durch den Dresdner Thomas Winkler erste Sicherungsarbeiten statt. Nach einem Verkauf erfolgte der schrittweise denkmalgerechte Wiederaufbau des Anwesens. 1991 wurde ein neues oberschlächtiges Wasserrad mit einem Durchmesser von 6 Metern und einer Leistung von sechs PS eingebaut. Das rekonstruierte Mahlwerk konnte 1994 in Betrieb genommen werden. Heute wird die Mühle als Sommergaststätte im Wochenend-Selbstbedienungsbetrieb, Museum und für verschiedene Veranstaltungen (Kleinkunstbühne mit Puppenspiel) genutzt.

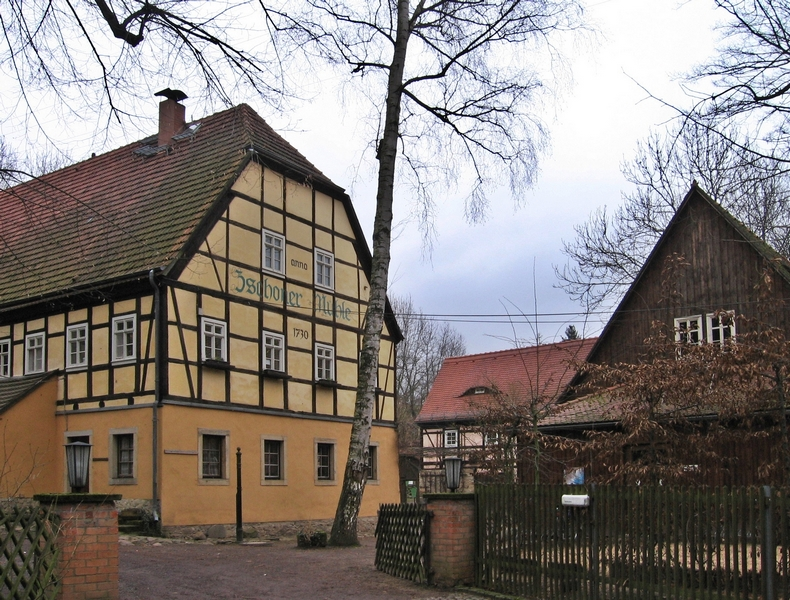
Zschonermühle im Jahr 2008
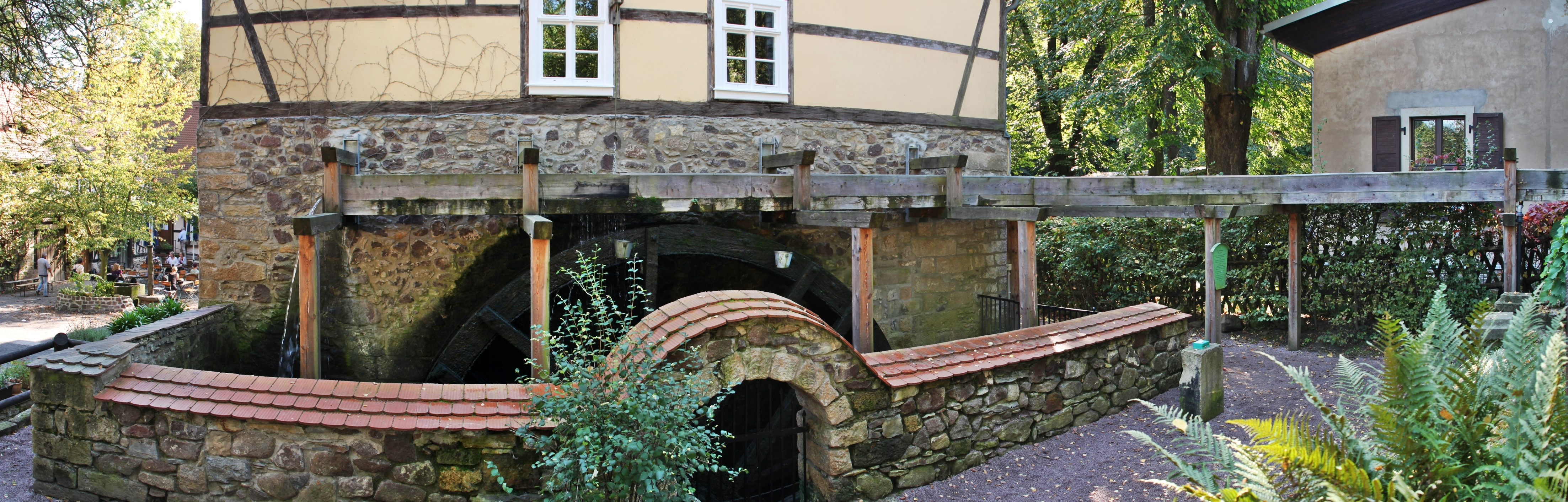
Gerinne und oberschlächtiges Wasserrad der Zschonermühle
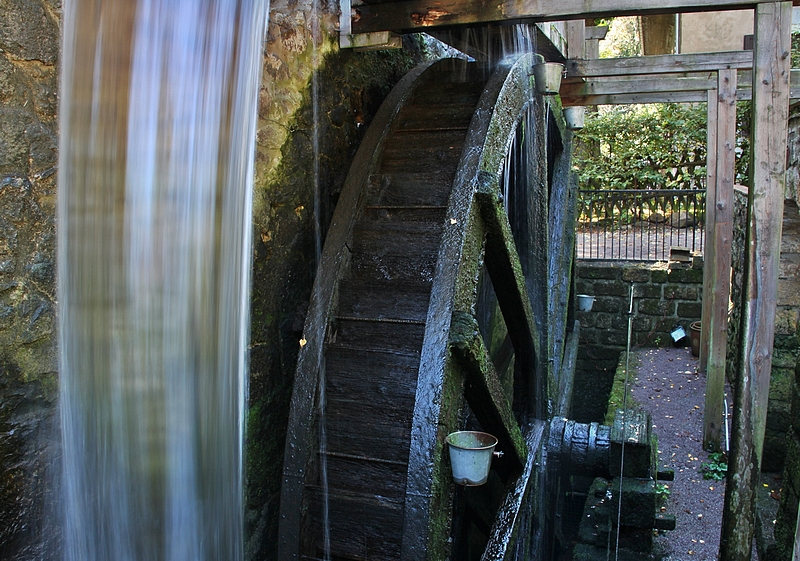
Oberschlächtiges Wasserrad mit einem Durchmesser von 6 Metern

### Schulzenmühle
Die Schulzenmühle nahe Steinbach wurde erstmals 1540 als Steinbacher Mühle genannt. Möglicherweise gehörte die Mühle zu dem vor 1566 wüst gefallenen Dorf Zschon, von dem sich der Name des Grundes ableitet. 1568 wurde die Mühle urkundlich erwähnt. Am Hauptgebäude befindet sich eine Inschrift von 1719, die Georg Pietzsch als Besitzer nennt. 1819 entstand westlich der Mühle am Mühlberg eine Holländerwindmühle, die jedoch mangels Rentabilität bereits 1880 wieder abgebrochen wurde. 1844 entstand ein neuer Mühlteich, sieben Jahre später wurde ein Wasserrad mit einem Durchmesser von 8,5 Metern neu eingebaut. 1860 gelangte die Mühle in den Besitz der namensgebenden Familie Schulze. Zu diesem Zeitpunkt bildeten neben dem Mahlwesen die Brotbäckerei, Landwirtschaft, Branntweinbrennerei und die sich entwickelnde Gaststätte die weiteren wirtschaftlichen Standbeine des Anwesens. Die Mühle entwickelte sich in den kommenden Jahren zunehmend zu einer Ausflugsgaststätte. 1927 wurde der Mahlbetrieb eingestellt. Der Gaststättenbetrieb kam 1962 zum Erliegen. 1979 begann die Familie Schulze mit der schrittweisen Modernisierung der Gebäudesubstanz. Heute gehört die Schulzenmühle Werner Schulze.

### Bergbau

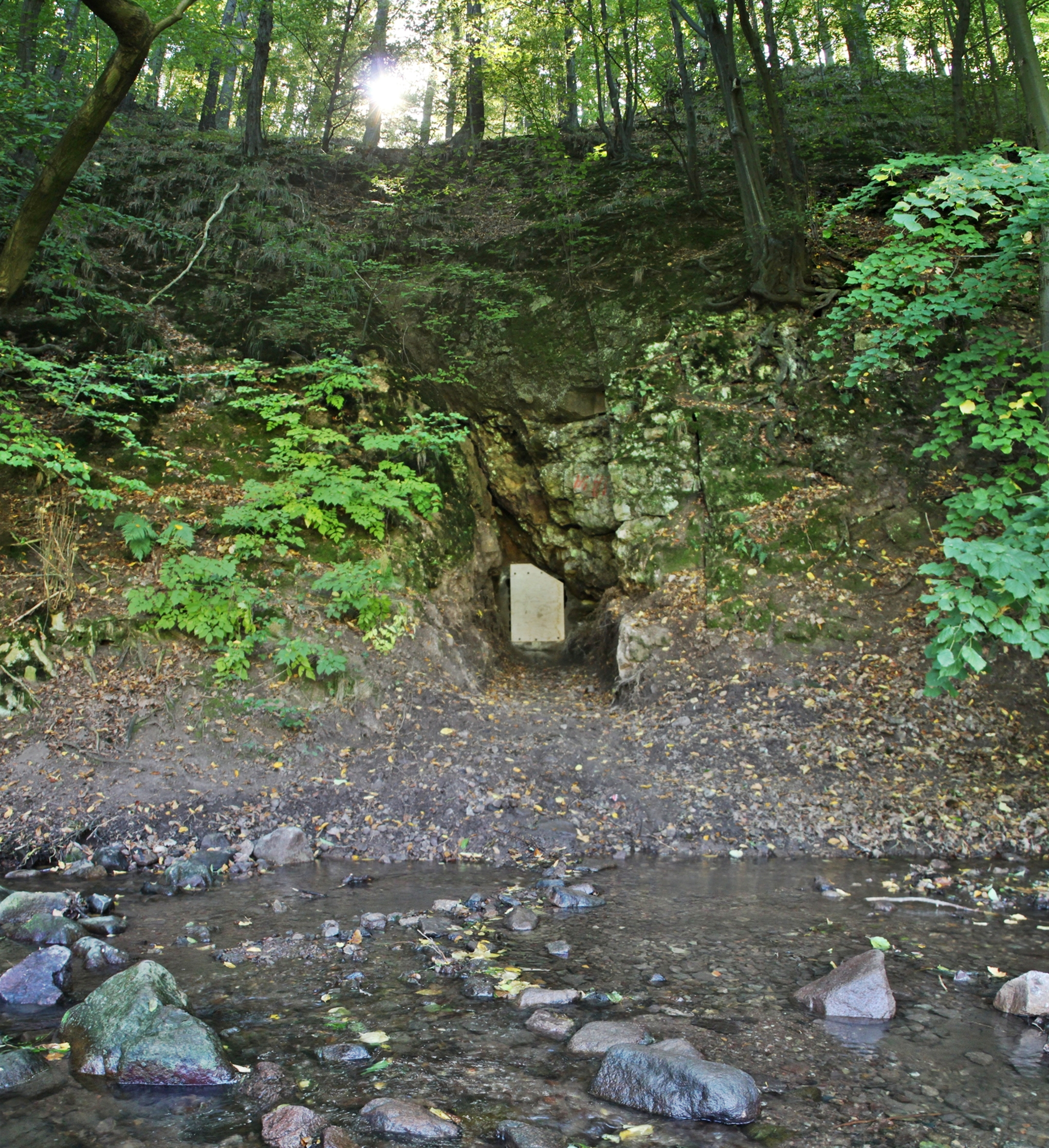
Blick über den Zschonerbach zum Mundloch des „Gabe Gottes Erbstolln“ (Zustand 2011)

1763 wurde im Zschonergrund unterhalb der Zschonermühle das Silberbergwerk Gabe Gottes Erbstolln als Eigenlöhnerzeche gemutet. Die von den Bergwerksbetreibern an das Oberbergamt Freiberg gesandten Gesteinsproben ergaben jedoch keine Erzgehalte. Daraufhin führten die Betreiber selbst Schmelzversuche durch. 1768 führte der Lehnträger Elias Unger gegenüber dem Bergamt aus, dass es bereits 1765 in der Schmelzhütte Dresden gelungen sei, aus einer Gesteinprobe von 7 Zentnern 2½ Mark Silber und ½ Lot Gold zu erschmelzen. Die Beamten des Oberbergamtes bezweifelten jedoch die Richtigkeit dieser Auskunft, da die eigenen Schmelzversuche mit den Proben des Gabe Gottes Erbstolln ergebnislos verlaufen waren. Das Oberbergamt bezweifelte, dass die zur Schmelze gebrachten Gesteinsproben tatsächlich aus dem Zschonergrund stammten. Im Frühjahr 1777 an das Oberbergamt gesandte Gesteinsproben bestätigten das Misstrauen, es konnten keine Erze erschmolzen werden. Zu diesem Zeitpunkt hatte der Stollen eine Länge von 60 Lachtern (ca. 120 Meter) erreicht. Nach einem weiteren erfolglosen Probeschmelzen im Jahr 1778 wurde die Grube stillgelegt. An den erfolglosen Bergbauversuch erinnert heute noch die Bezeichnung „Silberloch“ bzw. „Silbergrube“. Das verwahrte Stollenmundloch (im Volksmund „Räuberhöhle“ genannt) kann man noch heute sehen.
Weiterhin bestanden im unteren Tal mehrere Plänersteinbrüche und große Rotliegendsteinbrüche in Höhe des Ortes Pennrich. Zwischen der Schulzenmühle und der Zschonermühle befindet sich ein aufgelassener Syenodiorit-Steinbruch.

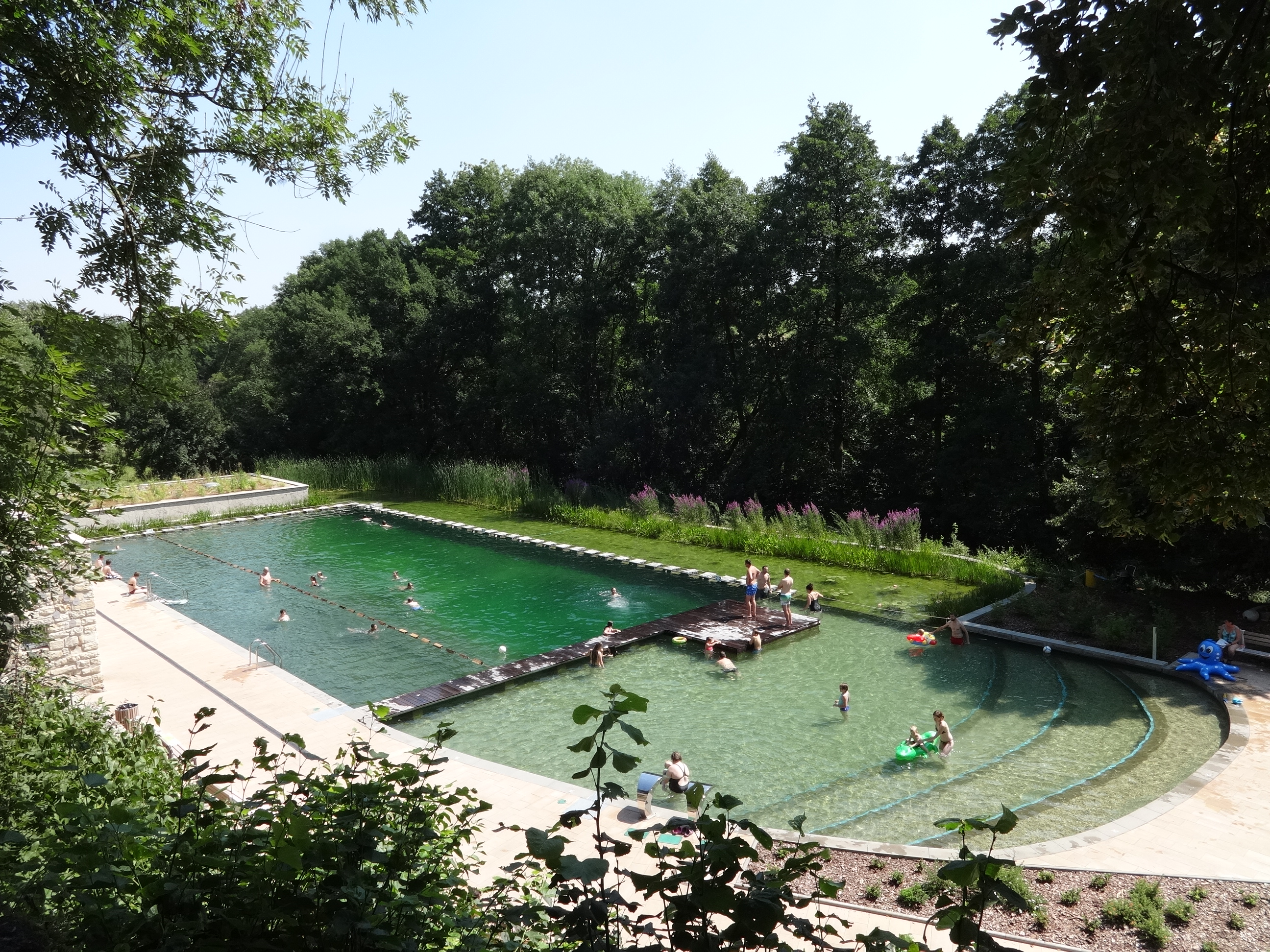
Das 2015 wiedereröffnete Zschonergrundbad

### Licht- und Luftbad Zschonergrund
Am 14. Mai 1927 wurde im Tal nahe Kemnitz ein Freibad, das „Licht- und Luftbad Zschonergrund“ (Zschonergrundbad) auf dem Gelände eines Dreiseitenhofes eröffnet. Das Grundstück liegt an dem steil abfallenden Nordhang des Zschonergrundes. Der Bau des Bades war eine Forderung des Dorfes Briesnitz vor der Eingemeindung nach Dresden. Der Bau wurde vom Stadtbaurat Paul Wolf geplant. Das Schwimmbecken hatte eine Länge von 33 ⅓ m und eine Breite von 16 m. Durch einen Schwimmbalken war das Becken in eine 11 m breite Abteilung für Schwimmer und eine 5 m breite Abteilung für Nichtschwimmer eingerichtet. An der Schmalseite war ein 3 m hoher Sprungturm angeordnet.
Unter weitgehender Verwendung der auf dem Gelände des früheren Kommerstädtschen Guts vorhandenen älteren Gebäudeanlagen wurden Kassen und Wäscheausgabe, Vorreinigungsräume mit Vorwärmbecken, Umkleideräume, Erfrischungsraum, Unterstandhallen usw. geschaffen. Die Wiesen des insgesamt 1 ½ ha großen Geländes standen für Sonnenbäder zur Verfügung und enthielten außerdem einen Turm- und Spielplatz.
1988 wurde das Bad wegen baulicher Mängel geschlossen. Anfang der 1990er Jahre planten private Investoren, auf dem Gelände drei Tennishallen und sechs Tennisplätze oder eine Reihenhaussiedlung zu errichten. Nach einer Unterschriftenaktion konnte die Stadt Dresden bewegt werden, das Bad zum Wiederaufbau der IG Briesnitz zu übergeben. Außerdem wurde die Anlage unter Denkmalschutz gestellt. Seit 1996 wurde das Gelände vom Verein NaturKulturBad Zschonergrund e. V. spendenfinanziert und mit ehrenamtlicher Arbeit zu einem Naturbad umgebaut. Die Wiedereröffnung erfolgte im Mai 2015. Bis dahin wurden etwa 500.000 Euro investiert. Auf einem 32.000 Quadratmeter großen Areal befinden sich neben dem Naturschwimmteich ein Biergarten, ein Volleyballfeld und mehrere Terrassen. Aufgrund seines Charakters als Naturbad dürfen dort nur 500 Gäste gleichzeitig anwesend sein.
Bei der Auswertung von etwa 60.000 Besucherbewertungen von Freibädern in Deutschland auf dem Portal testberichte.de erhielt das Zschonergrundbad 2018 und 2021 die Höchstbewertung mit 4,7 von 5 Sternen. Im August 2018 wurde das Bad im Rahmen der UN-Dekade der Biodiversität als offizielles Projekt gewürdigt und als Projekt der Woche ausgezeichnet.

### Sonstiges

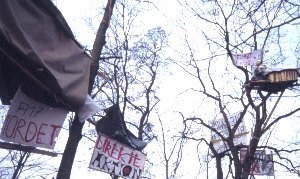
Das Hüttendorf gegen den Bau der Autobahn A17 im Zschonergrund

Durch das gesamte Tal führt ein als Lehrpfad angelegter Wanderweg. Auch die ausgedehnten Streuobstwiesen an den Talhängen und die Weinberge zur Ortschaft Merbitz zu lockten bereits zu Beginn des 20. Jahrhunderts Spaziergänger an. In den 1920er Jahren wurde sogar der Bau einer Straßenbahn durch den Grund erwogen. Diese Pläne wurden, vermutlich aus Gründen des Naturschutzes, nicht ausgeführt. Viele der Streuobstwiesen werden seit 2008 wieder verjüngt, gepflegt und nachgepflanzt. Schüler der umliegenden Grundschulen gestalteten 2009 einen Entdeckungspfad durch die Streuobstwiesen zwischen Zschonermühle und Merbitz.
Im Zschonergrund bestand von April 1997 bis zum 21. April 1999 aus Protest gegen den geplanten und später verwirklichten Bau der Bundesautobahn 17 ein Hüttendorf.

## Naturschutz

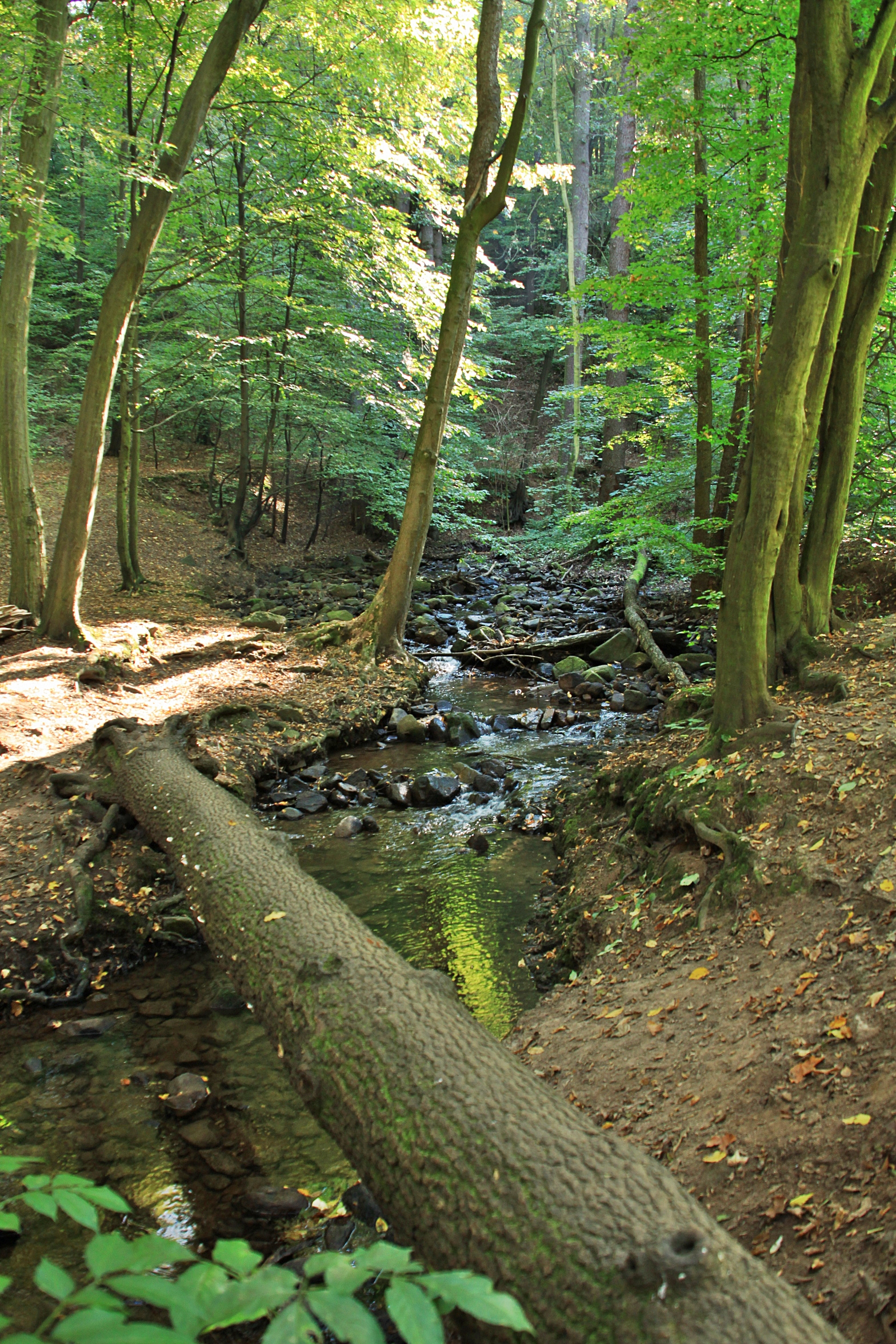
Der Zschonerbach („zahme Zschone“) zwischen der Zschonermühle und dem „Gabe Gottes Erbstolln“

Das Einzugsgebiet des Zschonerbachs gehört zu den Landschaftsschutzgebieten Dresdner Elbwiesen und Dresdner Elbaltarme, Elbtal zwischen Dresden und Meißen mit linkselbischen Tälern und Spaargebirge und Zschonergrund, die teilweise auch den Schutzstatus eines Flora-Fauna-Habitat-Gebietes (FFH) genießen. Zu den im Einzugsgebiet geschützten Biotopen zählen unter anderem Auwälder, naturnahe Bachabschnitte, Schluchtwälder sowie Streuobstwiesen. Als gewässertypische Vogelart lebt dort die Gebirgsstelze.
Weitere Vögel, die am Bach leben, sind Wasseramsel, Bachstelze, Blau- und Braunkehlchen, Uferschwalbe und der stark gefährdete Eisvogel. Darüber hinaus lebt im Bach wahrscheinlich die Groppe, und im Mündungsbereich sind die Wasserfledermaus und das Große Mausohr heimisch.
Am Bachlauf wachsen verschiedenen Gehölze, vornehmlich Weiden und Erlen. Außerdem Wiesen- und Waldblumen wie der Gewöhnliche Pestwurz, Bach-Nelkenwurz, die Sumpfdotterblume und der Gemeine Gilbweiderich.